# I'm Looking Through You (The Beatles)
I'm Looking Through You è un brano musicale dei Beatles, apparso sul loro album Rubber Soul del 1965. Composto principalmente da Paul McCartney, è stato accreditato, per convenzione, al duo Lennon-McCartney.

## Descrizione

### Composizione
Il brano venne ispirato da un litigio fra Paul McCartney e della sua compagna Jane Asher. Il pezzo, con un soggetto simile alla contemporanea We Can Work It Out, venne composto a casa Asher a Londra, dove il bassista dei Beatles alloggiava e frequentemente componeva canzoni. Più in particolare, I'm Looking Through You aveva come fonte d'ispirazione un periodo nel quale la Asher, attrice, si trovava a Bristol. McCartney, nella biografia autorizzata del gruppo di Hunter Davies del 1968, ha ammesso di essere molto egoista e che il suo egocentrismo ha portato a brani come questo, ma ha trovato la causa affermando che era abituato a una vita lassista da scapolo. Molti elementi della canzone ricordano quelli di altri brani: ad esempio, il testo e la melodia del ponte ricordano rispettivamente quello di The Night Before, Yesterday e You Won't See Me. Il pezzo inizia con un'introduzione di chitarra in tempo composto, per muoversi poi in tempo 4/4. A giudicare dallo stile, l'esecutore della sezione di avvio può essere stato lo stesso McCartney.

### Registrazione
Un primo tentativo, da parte dei Beatles, di registrare la canzone risale al 24 ottobre 1965, quando stettero nove ore a lavorare su di essa. In quell'occasione, registrarono su un solo nastro la base ritmica, e poi sovraincisero le voci, i battimani, le maracas, l'organo e la chitarra elettrica. Questa versione differisce da quella pubblicata sia per la presenza di strumenti differenti che per alcuni passaggi strumentali bluesy che per l'assenza totale del bridge che per un ritmo meno veloce che per un cambio di tonalità.
I Beatles incisero un rifacimento il 6 novembre, in due nastri. Un terzo rifacimento venne registrato tra il 10 e l'11 dello stesso mese. La band registrò la base ritmica in un nastro, e poi sovraincisero la voce e l'organo, suonato da Ringo Starr, il quale suonò anche delle percussioni, con un suono realizzato battendo le dita su una scatola di fiammiferi; l'indomani, vennero sovraincisi delle altre voci ed i battimani. In tutte e tre le sedute di registrazione il produttore era George Martin ed i fonici Norman Smith e Ken Scott. Il mixaggio della traccia venne realizzato subito dopo la fine delle registrazioni, proprio l'11 novembre, con in cabina le stesse persone delle sedute di registrazione, eccetto Scott, sostituito da Richard Lush.

### Pubblicazione
La versione registrata fra il 10 e l'11 novembre venne pubblicata sull'LP Rubber Soul, venduto a partire dal 3 dicembre 1965 nel Regno Unito. Invece, negli USA, dove venne pubblicata sull'edizione del luogo dell'album del 6 dello stesso mese, è presente una versione leggermente diversa: si tratta sempre di quella incisa tra il 10 e l'11, ma ha un inizio leggermente diverso, che include una falsa partenza della chitarra. Il primo tentativo di registrare il brano dai Beatles è stato invece incluso sull'Anthology 2 del 1996. La prima volta che Paul McCartney ha interpretato questo pezzo dal vivo risale al 26 luglio 2011, a Montréal; mai apparso su nessun live album ufficiale, è invece stato incluso su vari bootlegs. La versione originale di I'm Looking Through You doveva apparire sul disco Sessions della EMI del 1985, ma poi il progetto dell'intero LP venne abbandonato.

## Formazione
- Paul McCartney: voce raddoppiata, basso elettrico
- John Lennon: armonie vocali, chitarra ritmica acustica
- George Harrison: chitarra solista, tamburello
- Ringo Starr: organo, batteria, percussioni

## Cover
Esistono varie cover del brano, incise da:
- The Punkles, nell'album Pistol (una quasi-parodia del titolo originale Revolver), nel 2003
- Dover, gruppo spagnolo, nel 2004
- The Posies, nell'album Covering Rubber Soul
- The Wallflowers
- Una versione strumentale jazz è stata incisa da The Music Company